# Котенко Артем Миколайович
Арте́м Микола́йович Коте́нко — капітан III рангу Збройних сил України, учасник російсько-української війни.

## Нагороди
21 серпня 2014 року — за особисту мужність і героїзм, виявлені у захисті державного суверенітету та територіальної цілісності України, вірність військовій присязі під час російсько-української війни, відзначений — нагороджений орденом Богдана Хмельницького ІІІ ступеня.